# Сонико
Сонико је насеље у Италији у округу Бреша, региону Ломбардија.
Према процени из 2011. у насељу је живело 851 становника. Насеље се налази на надморској висини од 641 м.

## Становништво
Према резултатима пописа становништва 2011. у општини је живело 1.270 становника.
| 1951. | 1961. | 1971. | 1981. | 1991. | 2001. | 2011. |
| ----- | ----- | ----- | ----- | ----- | ----- | ----- |
| 1.808 | 1.765 | 1.461 | 1.383 | 1.304 | 1.208 | 1.270 |